# Hayes Greenfield
Hayes Greenfield (auch Haze Greenfield, * 7. Juli 1957 in Poughkeepsie, New York als Harold Greenfield) ist ein US-amerikanischer Jazz-Saxophonist (Alt- und C-Melody-Saxophon), Arrangeur und Filmkomponist.

## Leben und Wirken
Hayes Greenfield studierte 1974–1978 an der Berklee School of Music in Boston; danach hatte er 1980–1985 privat Unterricht bei Hal Galper, Jaki Byard und George Coleman. Danach arbeitete er mit eigenen Gruppen, mit denen er einige Alben auf den Label Owl und Black Hawk vorlegte, sowie mit Byard, Rashied Ali, Tom Harrell, Norman Simmons, Mike Stern, Bill Frisell, Don Friedman, Hiram Bullock und anderen Musikern. Er wirkte als Musiker und Komponist auch an mehreren Filmmusiken, wie Buscando a Miguel (2007) und Fernsehproduktionen, wie Dokumentarfilmen des PBS mit. 1997 gründete er das musikpädagogische Programm Jazz-A-Ma-Tazz. Gegenwärtig spielt er im Quartett Sadhana mit Vincent Chancey, Jeremy Carlstedt und Max Johnson.

## Diskographische Hinweise
- Five for the City (Owl, 1989)
- Providence mit Jaki Byard, Dean Johnson, Tony Moreno
- Jazz-A-Ma-Tazz (Liqiid, 1998) mit Richie Havens